# Riu de Pujals
El riu de Pujals, també anomenat sovint riu de, dels o des Puials, és un riu afluent del Rialb, a la vall de Bóixols, a l'extrem nord-est del terme municipal d'Abella de la Conca, del Pallars Jussà.
De fet, aquest barranc centra la part del terme d'Abella que conté els pobles de Bóixols i la Rua. Pertany a la conca del Segre, ja que forma el Rialb sota el poble de Bóixols, que baixa cap al terme veí de la Baronia de Rialb, al Segre Mitjà.
Es forma molt a prop d'on neix el riu de Carreu: al coll de Llívia. La diferència és que el riu de Pujals davalla cap a llevant, cap a la zona dels Prats de Montanissell, dins del terme municipal de Coll de Nargó (antic terme de Montanissell). Segueix paral·lela a la llera d'aquest barranc la pista de muntanya que des de Bóixols puja cap a Carreu.
Just en el moment que rep per l'esquerra el barranc de l'Obaga Negra, que ve del nord-est, travessa la carena pel Grau dels Prats, on hi ha el Forat dels Prats, i gira cap a migdia, decantant-se lleugerament cap a l'est, i entre la Cantalera i la Serra de Cal Garxina s'adreça cap al cap de vall on hi ha la masia de la Xosa, travessant en aquell lloc la carretera L-511. En passar pel costat de llevant de la masia, que pertany al terme municipal de Coll de Nargó, entra en el terme d'Abella de la Conca.
Des de la Xosa davalla cap al sud-oest, fins a arribar al poble de Bóixols, sota i a llevant del qual marca un profund engorjat que forma el Forat de Bóixols. Just al nord del Forat de Bóixols s'ajunta amb el riu de Collell, que davalla del nord-oest, i entre tots dos formen el Rialb.

## Etimologia
Segons Joan Coromines, Pujals, plural de pujal, és un derivat de puig. Es refereix a la zona muntanyosa on s'origina aquest riu.